# Cantó de Vimoutiers
El cantó de Vimoutiers és un cantó francès del departament de l'Orne, situat al districte d'Argentan. Té 19 municipis i el cap es Vimoutiers.

## Municipis
- Aubry-le-Panthou
- Avernes-Saint-Gourgon
- Le Bosc-Renoult
- Camembert
- Canapville
- Les Champeaux
- Champosoult
- Crouttes
- Fresnay-le-Samson
- Guerquesalles
- Orville
- Pontchardon
- Le Renouard
- Roiville
- Saint-Aubin-de-Bonneval
- Saint-Germain-d'Aunay
- Le Sap
- Ticheville
- Vimoutiers

## Història
| Data d'elecció                           | Identitat      | Partit                     | Qualitat |
| ---------------------------------------- | -------------- | -------------------------- | -------- |
| 1945-1955                                | René Laniel    | CNIP                       |          |
| 1955-1967                                | Augustin Gavin | UDR                        |          |
| 1967-1973                                | M. Gaulin      | Divers droite              |          |
| 1973-1998                                | Jean Dumeige   | RI, després RPR            |          |
| 1998-                                    | Guy Romain     | Divers droite, després UMP |          |
| les dades anteriors no són pas conegudes |                |                            |          |
|                                          |                |                            |          |

## Demografia
| A partir de 1990: Població sense dobles comptes |